# Minuartia groenlandica
Minuartia groenlandica — вид трав'янистих рослин родини гвоздичні (Caryophyllaceae), поширений на сході Північної Америки.

## Опис
Рослина багаторічна, росте в щільних пучках, має стрижневий корінь. Стебла від висхідних до піднятих, зелені, 3–10 см, голі, міжвузля у 2–4 рази довші ніж листя. Листові піхви 0.5–1 мм; пластини зелені, слабо 1-жильні знизу, плоскі, ± лінійні, 4–12(15) × 0.5 мм, гнучкі, гладкі, верхівки зелені, округлі, тупі, голі.
Суцвіття 3–5-квіткові, відкриті, кінцеві; приквітки від лінійних до шилоподібних, переважно трав'янисті. Квітоніжка 0.2–1(2) см, гладка. Квіти: гіпантій дископодібний; чашолистки з невиразними жилками, від еліптично-довгастих до зворотнояйцеподібних, 2–4.5 мм, не збільшуються у плодах, верхівки зелені, від тупих до закруглених, гладкі; пелюстки широко зворотнояйцеподібні, у 2–2.2 рази довші від чашолистків, верхівки округлі, дрібно зазубрені. Капсули на ніжках менших 0.1 мм, широко еліпсоїдні, 5.5 мм, довше ніж чашолистки. Насіння коричневе, похило трикутне з канавкою зверху, стиснуте, 0.5–0.8 мм, невиразно горбкувате. 2n=20(2x). 
Квітне з червня по серпень, піковий період цвітіння — два тижні в середині липня. Пилкові зерна транспортуються від квітки до квітки комахами. Найбільш ефективною комахою є Bombus terricola.

## Поширення, екологія
Північна Америка: Ґренландія, сх. Канада, сх. США, Сен-П'єр і Мікелон. E. Hultén (1964) доповів про M. groenlandica з гір на півдні Бразилії; це залишається єдиним повідомленням про Minuartia в Південній Америці.
Населяє скелясті та галькові схили, виступи в альпійських районах, тріщини в скельній основі; 0–1800 м.
Вид чутливий до втручання людей і природних явищ; чутливий до посухи.